# Vicentino (Loja)
Vicentino ist eine Ortschaft und eine Parroquia rural („ländliches Kirchspiel“) im Kanton Puyango der ecuadorianischen Provinz Loja. Die Parroquia besitzt eine Fläche von 55,28 km². Die Einwohnerzahl lag im Jahr 2010 bei 1266.

## Lage
Die Parroquia Vicentino liegt in den Ausläufern der westlichen Anden im Südwesten von Ecuador. Der Río Tamine, ein linker Nebenfluss des Río Puyango, entwässert das Areal nach Norden. Entlang der südlichen Verwaltungsgrenze verläuft ein Bergkamm, der im äußersten Südosten im Huachaurco eine Höhe von 3100 m erreicht. Der etwa 960 m hoch gelegene Hauptort befindet sich knapp 11 km ostnordöstlich vom Kantonshauptort Alamor. Eine 18 km lange Nebenstraße verbindet Vicentino mit Alamor.
Die Parroquia Vicentino grenzt im Nordosten an die Parroquia Orianga (Kanton Paltas), im Osten an die Parroquia Guachanamá (ebenfalls im Kanton Paltas), im Süden an die Parroquia Mercadillo, im Westen an die Parroquia El Arenal sowie im Nordwesten an die Parroquia Ciano.

## Orte und Siedlungen
In der Parroquia gibt es folgende Barrios: Cutanillas, Guambona, Guatunuma, Huaquillas, La Hoyada, La Mina, La Rabija, Loma Grande, Naranjal, Piñas Yurusal, Yamba Lamaca und Yamba San Lucas.

## Geschichte
Die Gründung der Parroquia Vicentino wurde am 23. Januar 1947 im Registro Oficial N° 191 bekannt gemacht und damit wirksam. Zeitgleich wurde der Kanton Puyango gegründet und Vicentino diesem zugeordnet.